# Pero (Mutter des Asopos)
Pero (altgriechisch Πηρώ Pērṓ) ist in der griechischen Mythologie Mutter des Flussgottes Asopos, den Poseidon mit der Pero zeugte. Allerdings werden auch weitere Mütter genannt.